# Austrochloris dichanthioides
Austrochloris dichanthioides là một loài thực vật có hoa trong họ Hòa thảo. Loài này được (Everist) Lazarides mô tả khoa học đầu tiên năm 1972.